# Parafia Matki Boskiej Kochawińskiej w Gliwicach
Parafia Matki Boskiej Kochawińskiej w Gliwicach – parafia rzymskokatolicka w Gliwicach, należąca do dekanatu Gliwice w diecezji gliwickiej. Opiekę nad parafią sprawuje zakon jezuitów.
Parafia w dzielnicy Kopernik powstała 26 sierpnia 1994 roku po wydzieleniu z parafii św. Bartłomieja. Budowa nowego kościoła i domu zakonnego rozpoczęła się 20 marca 1990. Początkowo postawiono kościół zastępczy, aby parafia mogła działać, i kontynuowano budowę. 12 maja 1996 biskup Jan Wieczorek wmurował, poświęcony 21 czerwca 1983 na Górze św. Anny przez papieża Jana Pawła II, kamień węgielny. Właściwą świątynię oddano do użytku w pasterkę roku 2001, a poświęcono ją 6 stycznia 2002. W 2008 wznowiono prace nad wnętrzem kościoła – wstawiono nowy ołtarz i organy, dar zlikwidowanej parafii św. Engelberta z Essen.

## Organizacja
Grupy parafialne
- Dzieci Maryi
- Ministranci
- Wspólnota młodzieżowa „Magis”
- Wspólnota „Plus”, w tym Duszpasterstwo Akademickie
- Apostolstwo Modlitwy
- Róże Różańcowe
- Koło Przyjaciół Radia Maryja

Przy parafii funkcjonują również:
- Theotokos – Centrum Kształcenia i Dialogu[1]
- Jezuicki Ośrodek Pomocy Psychologicznej i Duchowej „Źródło”

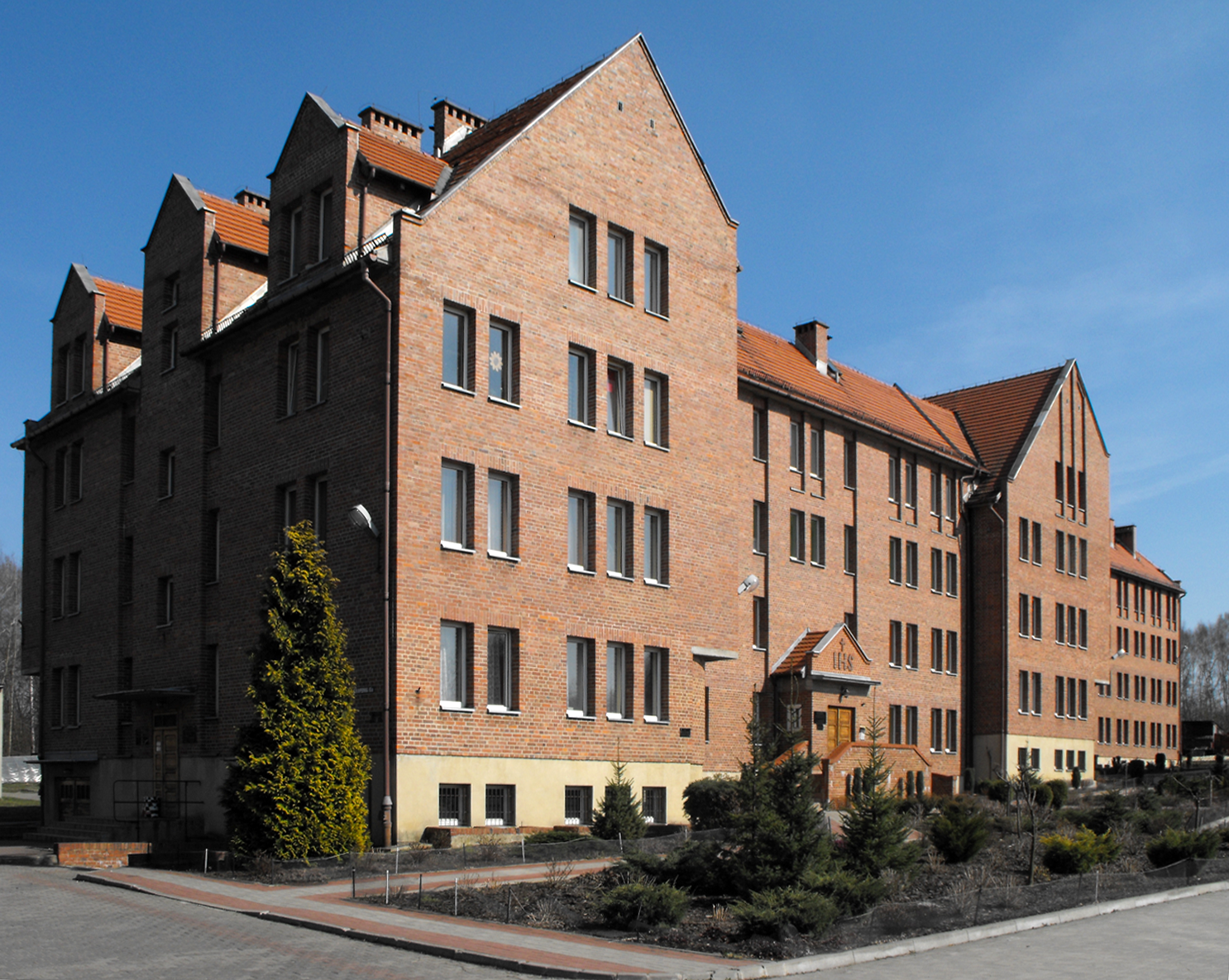
Dom zakonny – widok od strony kościoła

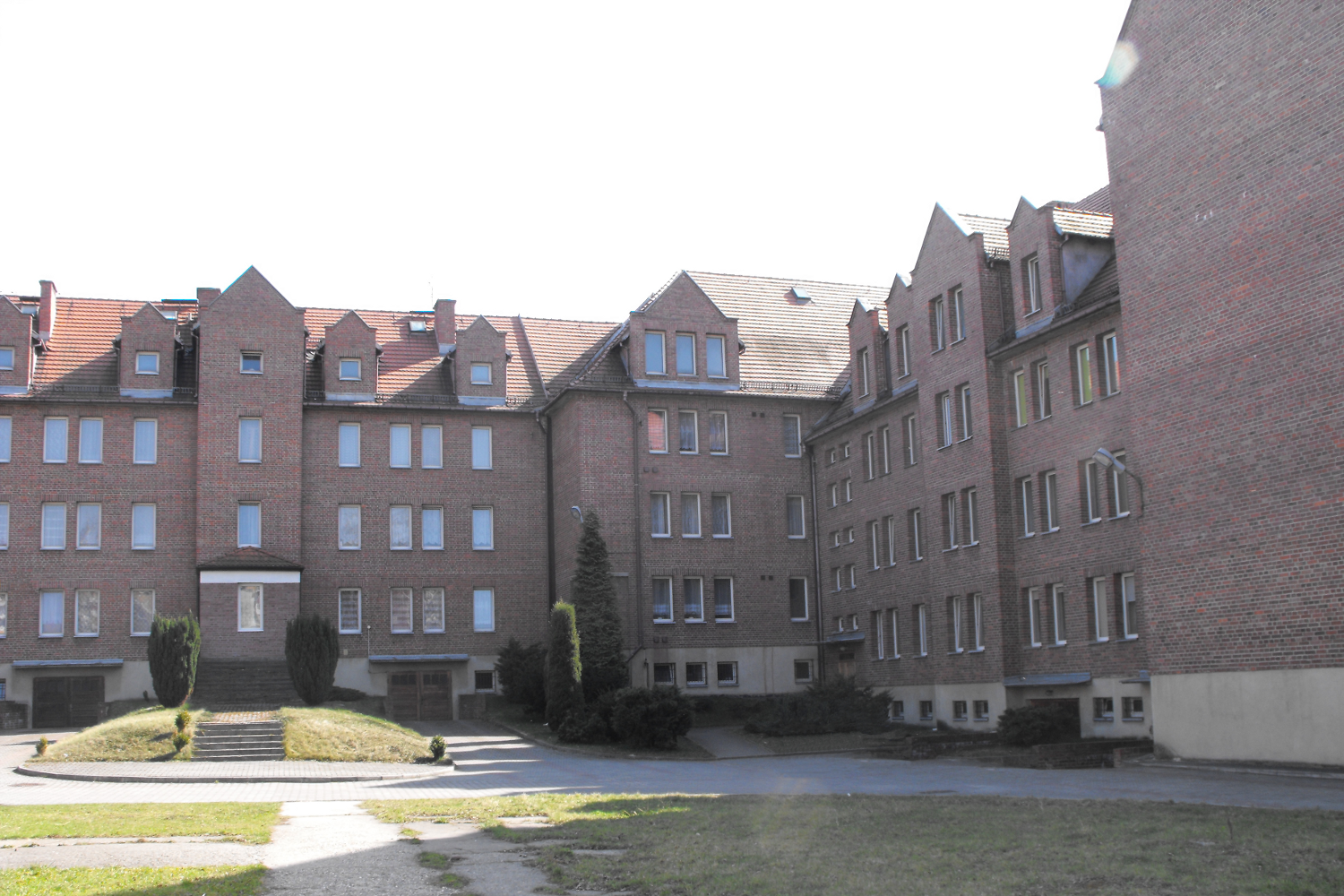
Dom zakonny – widok od strony kościoła zastępczego

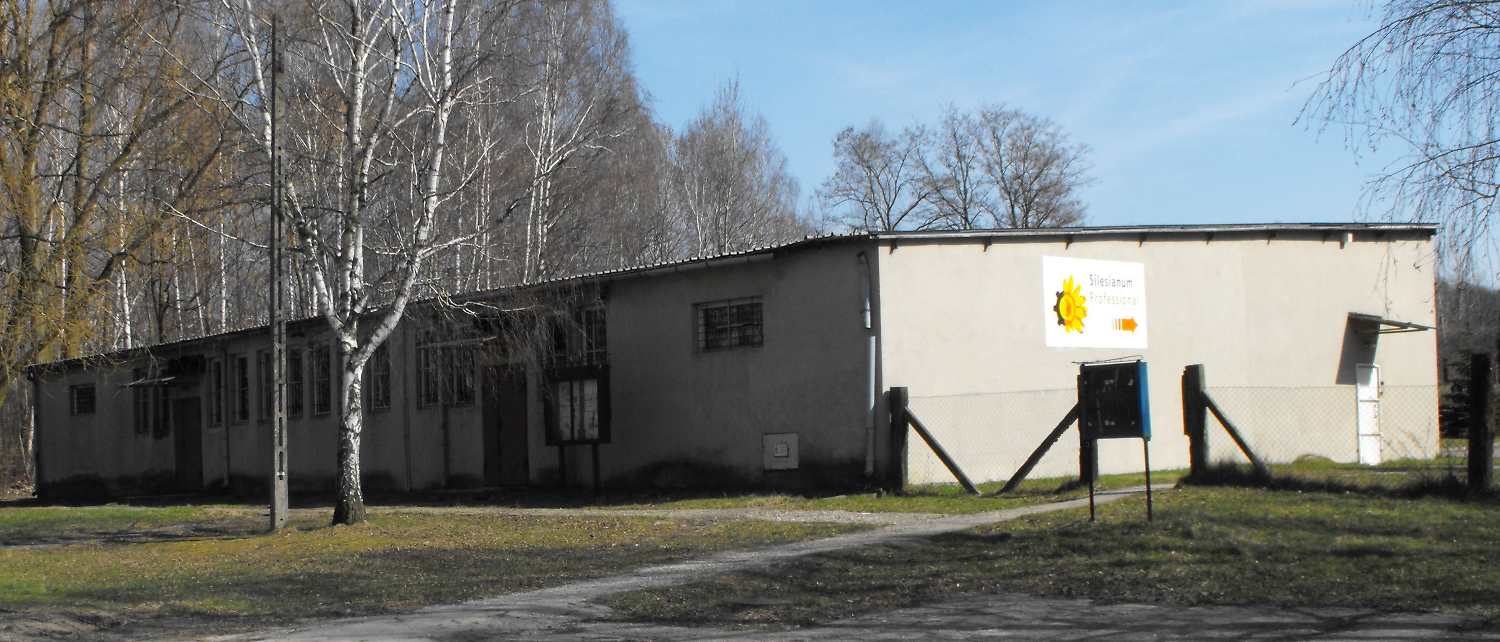
Kościół zastępczy

## Obraz
Patronką parafii jest Matka Boska Kochawińska, zwana także Matką Dobrej Drogi. Tytuł Maryi pochodzi od nazwy miejscowości Kochawina, z której pochodzi cudowny obraz z jej wizerunkiem. Obraz ten przedstawia Maryję z dzieciątkiem na ręku. Matka Boża ubrana jest w czerwoną suknię i w naciągnięty na ramiona i głowę granatowy, gwiaździsty płaszcz z krzyżem na czole; w lewej dłoni trzyma białą chustkę. Jezus, siedzący na lewym ramieniu matki, ubrany jest w białą, złoconą szatę poniżej pasa okrytą czerwoną tkaniną. W lewej dłoni trzyma złożoną księgę, a prawą unosi w geście błogosławieństwa. U dołu, na czarnym pasie znajduje się napis O mater dei electa esto nobis via recta, czyli O Matko przez Boga wybrana, bądź dla nas prostą drogą (do Pana). Obraz namalowany jest na desce dębowej o wymiarach około 86x56 cm i grubości 3 cm. Autor nie jest znany.
Według tradycji został obraz znaleziony w lesie, na dębie, około roku 1646. Oficjalnie czczony jest od 1680 roku, kiedy to zbudowano dla niego pierwszą kaplicę, a później kościół w Kochawinie. W 1894 obraz przeniesiono do nowego, większego kościoła, w którym pozostał do II wojny światowej. W rękach zakonu jezuitów jest od 1931 roku.
15 sierpnia 1912 arcybiskup lwowski Józef Bilczewski dokonał koronacji obrazu.
W wyniku działań wojennych obraz wywieziono z Ukrainy do Starej Wsi, gdzie przebywał w latach 1944–1965. Następnie przewieziono go do Krakowa. Został tam poddany renowacji, po kŧórej w 1967 umieszczono go w ołtarzu kaplicy Rezydencji Prowincjałów Towarzystwa Jezusowego, a w roku 1972 przeniesiono do kościoła św. Barbary. Od 1974 znajduje się w Gliwicach – wpierw w parafii św. Bartłomieja, a od 1994 w parafii Matki Boskiej Kochawińskiej.
Kopie obrazu znajdują się w kościołach w Kochawinie, Mrowli, Osieku, Starym Węglińcu i Ściechowie.

## Księgi metrykalne
- Parafia prowadzi księgi chrztów, ślubów i zgonów od 26 sierpnia 1994 roku.